# Timagènides
Timagènides (en llatí Timagenidas o Timagenides, en grec antic Τιμαγενίδας, Τιμαγενίδης) fou un polític tebà, fill d'Herpis, favorable als perses quan Xerxes I de Pèrsia va envair Grècia l'any 480 aC.
Abans de la batalla de Platea va advertir als perses de Mardoni que calia ocupar els passos de Citeró per interceptar els reforços que podia enviar l'enemic. Mardoni va seguir el consell i així els perses van poder tallar un comboi de provisions format per 500 bèsties de càrrega.
Després de la victòria a Platea els grecs van avançar cap a Tebes i van demanar l'entrega dels principals traïdors, entre els quals Timagènides. Els tebans en principi van refusar, tot i els saquejos que el seu país patia, però finalment van accedir a petició del mateix Timagènides. Els afectats esperaven ser jutjats però Pausànies els va enviar a Corint on van ser executats immediatament sense cap judici, segons diu Heròdot.